# Allexis zygomorpha
Allexis zygomorpha är en violväxtart som beskrevs av G. Achoundong och J.-m. Onana. Allexis zygomorpha ingår i släktet Allexis och familjen violväxter. Inga underarter finns listade i Catalogue of Life.